# Yocwitz
Yocwitz är en ort i Mexiko.   Den ligger i kommunen San Juan Cancuc och delstaten Chiapas, i den sydöstra delen av landet, 800 km öster om huvudstaden Mexico City. Yocwitz ligger 954 meter över havet och antalet invånare är 700.
Terrängen runt Yocwitz är kuperad åt nordost, men åt sydväst är den bergig. Runt Yocwitz är det ganska tätbefolkat, med 62 invånare per kvadratkilometer. I omgivningarna runt Yocwitz växer i huvudsak städsegrön lövskog.